# Mortal Kombat 4
Mortal Kombat 4 é um jogo eletrônico de luta de 1997, o quarto título principal da franquia Mortal Kombat e uma sequência de Mortal Kombat 3 de 1995. Foi desenvolvido pela Midway e inicialmente lançado para os arcades em 1997. Mortal Kombat 4 é o primeiro título da série, e um dos primeiros feitos pela Midway em geral, a usar computação gráfica 3D. É também o último jogo da série a ter um lançamento para arcade. Foi portado para PlayStation, Nintendo 64, PC e Game Boy Color em 1998. Uma versão atualizada intitulada Mortal Kombat Gold foi lançada exclusivamente para o Dreamcast.
O sistema de jogabilidade em Mortal Kombat 4 é semelhante ao dos jogos anteriores, sem acréscimos mais significativos do que o uso de armas e objetos durante as lutas. O enredo narra o ataque do corrompido Elder God Shinnok contra seus ex-companheiros, que o prenderam no Netherealm milênios antes do início da série. Os outros 17 personagens jogáveis participam da batalha entre o bem e o mal, com as forças da luz tentando impedir Shinnok e as forças das trevas de conquistar todos os reinos.
Durante o desenvolvimento do jogo, a equipe da Midway teve problemas para renderizar os gráficos, pois foi um dos primeiros jogos de luta 3D que desenvolveram. O co-criador Ed Boon afirmou que a equipe queria tornar Mortal Kombat 4 mais violento do que seus antecessores, removendo os movimentos cômicos de finalização apresentados neles. Desde o seu lançamento, o jogo recebeu respostas geralmente positivas dos críticos, com exceção da versão para Game Boy Color.

## Jogabilidade
Mortal Kombat 4 é jogado de forma semelhante aos títulos anteriores da série; o botão de execução e os combos ainda são usados e, apesar dos gráficos 3D, os personagens ficam restritos a um caminho 2D. MK4 apresenta um sistema de armas limitado, permitindo que cada personagem tire uma arma especial usando uma combinação de botões. Uma vez equipadas, as armas são usadas principalmente por meio dos botões de soco. Isso inclui balançar, bater ou até mesmo jogar as armas. As armas também podem ser descartadas propositalmente, de maneira semelhante aos objetos da arena, como cabeças decepadas e pedras, outra adição à série. Se a arma de um oponente cair, o outro personagem pode pegá-la e usá-la.
MK4 adicionou um limite de "Dano Máximo" ao sistema de combo do jogo, quebrando automaticamente os combos se eles causarem mais de uma quantidade definida de dano a um jogador e, assim, evitando combos infinitos. Ao contrário de Mortal Kombat Trilogy, que continha vários movimentos finais de vários tipos, Mortal Kombat 4 tem o padrão de dois Fatalities por personagem, além de dois Stage Fatalities que só podem ser feitos em certas arenas e envolvem o personagem vencedor jogando seu oponente em uma parte da arena onde eles são mortos.

## História
Após o fracasso de Shao Kahn em conquistar o Plano Terreno, o deus caído Shinnok ao observar todos os eventos do Submundo  pede ajuda ao feiticeiro Quan Chi para fugir do inferno, tomar seu lugar como Deus Ancestral e invadir a Terra.
Os guerreiros pensavam que finalmente a terra estava em paz e esteve por um breve período. Ao descobrir das intenções de Shinnok, Raiden que o monitorava à distância convoca novamente os guerreiros da Terra para um novo Mortal Kombat. Shinnok reúne os guerreiros falidos, como Reptile e Jarek, membro do clã mercenário Dragão Negro de Kano, Noob Saibot que o ajudava no Submundo e alimenta ainda mais o ódio de Scorpion por Sub-Zero, que por sua vez está pacificado com os humanos.
Além disso, Shinnok recebe a ajuda de Tanya, filha de um embaixador de Edenia e a faz ajudar a invadir a terra de Sindel e Kitana. Reiko, um dos generais mais fiéis a Shao Kahn, também ajuda o deus caído na promessa de se tornar o novo imperador.
Sem as regras do Mortal Kombat, ou seja, com a inexistência de tal torneio graças aos eventos da trilogia anterior, a luta tinha que ser travada para impedir que Shinnok conquiste a Terra através de seu amuleto mágico. Por isso, Liu Kang e os aliados Johnny Cage, Jackson "Jax" Briggs, Sonya Blade, Sub-Zero e Kai são enviados ao Submundo para encontrar e deter Shinnok e Quan Chi. Ao lado deles, Fujin, deus do vento, se alia aos guerreiros para destruir e se vingar de todos os deuses mortos por Shinnok.
Em Mortal Kombat Gold, a versão de MK4 para Sega Dreamcast (sendo levado como um relançamento e expansão), Kitana consegue escapar da prisão em que estava por matar Mileena em combate. Mileena é ressuscitada por Shinnok, que a torna comandante do seu exército juntamente com Baraka. Kung Lao aparece para ajudar seus amigos e Cyrax é enviado para matar Sub-Zero, porém vigiado por Sektor. Em ambas as versões, Goro é o subchefe sem razão expressa.

## Personagens

### Personagens recorrentes
- Jax Briggs (John Parrish) - Após investigar o desaparecimento de Sonya Blade, Jax se vê no meio de uma guerra que ameaça seu mundo e tudo o que conhece.
- Sonya Blade (Kerri Hoskins) - Membro das Forças Especiais e parceira de Jax, é extremamente eficiente na busca de inimigos perigosos sem piedade.
- Raiden (Carlos Pesina) - Deus do Trovão. Retorna à Terra após a derrota de Shao Kahn para enfrentar Shinnok e defender seu reino e os Deuses Ancestrais.
- Reptile (John Turk) - General de Shinnok e responsável pela morte de milhões de vidas.
- Johnny Cage (Chris Alexander) - Abatido durante a ameaça de Shao Kahn, testemunha seus amigos em uma perigosa batalha. Então, pede ajuda a Raiden para poder enfrentar Shinnok ao lado dos guerreiros do Plano Terreno.
- Scorpion (John Turk) - Trazido de volta da morte por Quan Chi para servir Shinnok. Contudo, Scorpion só tem em mente matar Sub-Zero, que considera responsável pela morte de sua família e clã.
- Sub-Zero (John Turk) - Após a invasão de Shinnok, Tundra, cujo nome verdadeiro é Kuai Liang, volta a vestir as roupas de seu irmão para proteger a Terra ao lado de Raiden e seus aliados, enquanto tenta se defender de Scorpion.
- Liu Kang (Joshua Y. Tsui) - Após fracassar ao tentar salvar Kitana de Quan Chi, retorna à Terra para reunir os guerreiros mais poderosos do reino e enfrentar Shinnok.
- Goro - Após sua morte nas mãos de Johnny Cage durante o torneio de Shang Tsung, faz um pacto com Shinnok para poder voltar a vida e se vingar do ator que tirou seu título de campeão do Mortal Kombat.
- Noob Saibot (John Turk) - Espionava Shao Kahn para Shinnok, agora junta-se ao seu mestre para enfrentar as forças do Plano Terreno.
- Meat - Personagem secreto. Meat, assim como Mileena, foi criado nos fossos de carne de Shang Tsung. Diferente da citada, Meat vive e escapa do salão sorrateiramente.

### Personagens novos
- Kai (Sultan Uddin) - Membro da Lótus Branca e aluno de grandes mestres da Ásia. Ajuda Raiden a enfrentar Shinnok.
- Jarek (Herman Sanchez) - Supostamente o último membro do clã Dragão Negro. É forçado por Sonya Blade a lutar contra Shinnok.
- Quan Chi (Richard Divizio) - Arquifeiticeiro e braço direito de Shinnok, Quan Chi foi a chave de praticamente tudo o que aconteceu até este jogo.
- Tanya (Lia Montelongo) - Filha do Embaixador de Edenia, permite que Shinnok invada Edenia involuntariamente. Agora, é forçada a servir Shinnok e a enganar os terrenos.
- Fujin (Anthony Marquez) - Deus do Vento. Aliado de Raiden como um dos últimos deuses da Terra para vingar a morte de todas as outras divindades mortas por Shinnok.
- Reiko (Ed Boon) - Mais um general de Shinnok e fascinado por Shao Kahn, é o personagem mais misterioso da temporada.
- Shinnok (Steve Beran) - Ex-Deus Ancestral e agora um Deus caído. Após derrotar Lúcifer, o regente do Submundo, e escapar de seu confinamento, planeja agir contra Raiden e os Deuses Ancestrais.